# Státní liga 1937-1938
La Státní liga 1937-1938 vide la vittoria finale dello Sparta
Capocannoniere del torneo fu Josef Bican dello Slavia Praga con 22 reti.

## Classifica finale
|    | Classifica         | G  | V  | N | P  | GF | GS | Pti |
| -- | ------------------ | -- | -- | - | -- | -- | -- | --- |
| 1  | Sparta             | 22 | 17 | 2 | 3  | 66 | 34 | 36  |
| 2  | Slavia Praga       | 22 | 14 | 1 | 7  | 72 | 33 | 29  |
| 3  | Židenice           | 22 | 11 | 4 | 7  | 46 | 27 | 26  |
| 4  | Kladno             | 22 | 11 | 2 | 9  | 38 | 37 | 24  |
| 5  | I. ČSŠK Bratislava | 22 | 10 | 1 | 11 | 46 | 53 | 21  |
| 6  | Náchod-Deštné      | 22 | 9  | 3 | 10 | 37 | 53 | 21  |
| 7  | Plzeň              | 22 | 8  | 4 | 10 | 47 | 51 | 20  |
| 8  | Viktoria Žižkov    | 22 | 9  | 2 | 11 | 36 | 42 | 20  |
| 9  | Pardubice          | 22 | 6  | 7 | 9  | 34 | 39 | 19  |
| 10 | Slezská Ostrava    | 22 | 8  | 2 | 12 | 43 | 52 | 18  |
| 11 | Prostějov          | 22 | 5  | 6 | 11 | 39 | 65 | 16  |
| 12 | Viktoria Plzeň     | 22 | 4  | 6 | 12 | 33 | 51 | 14  |

## Verdetti
- Sparta Campione di Cecoslovacchia 1937-1938.
- Sparta, Slavia Praga, Židenice e Kladno ammesse alla Coppa dell'Europa Centrale 1938.
- Prostějov e Viktoria Plzeň Retrocessi.